# Huvadhu-atol

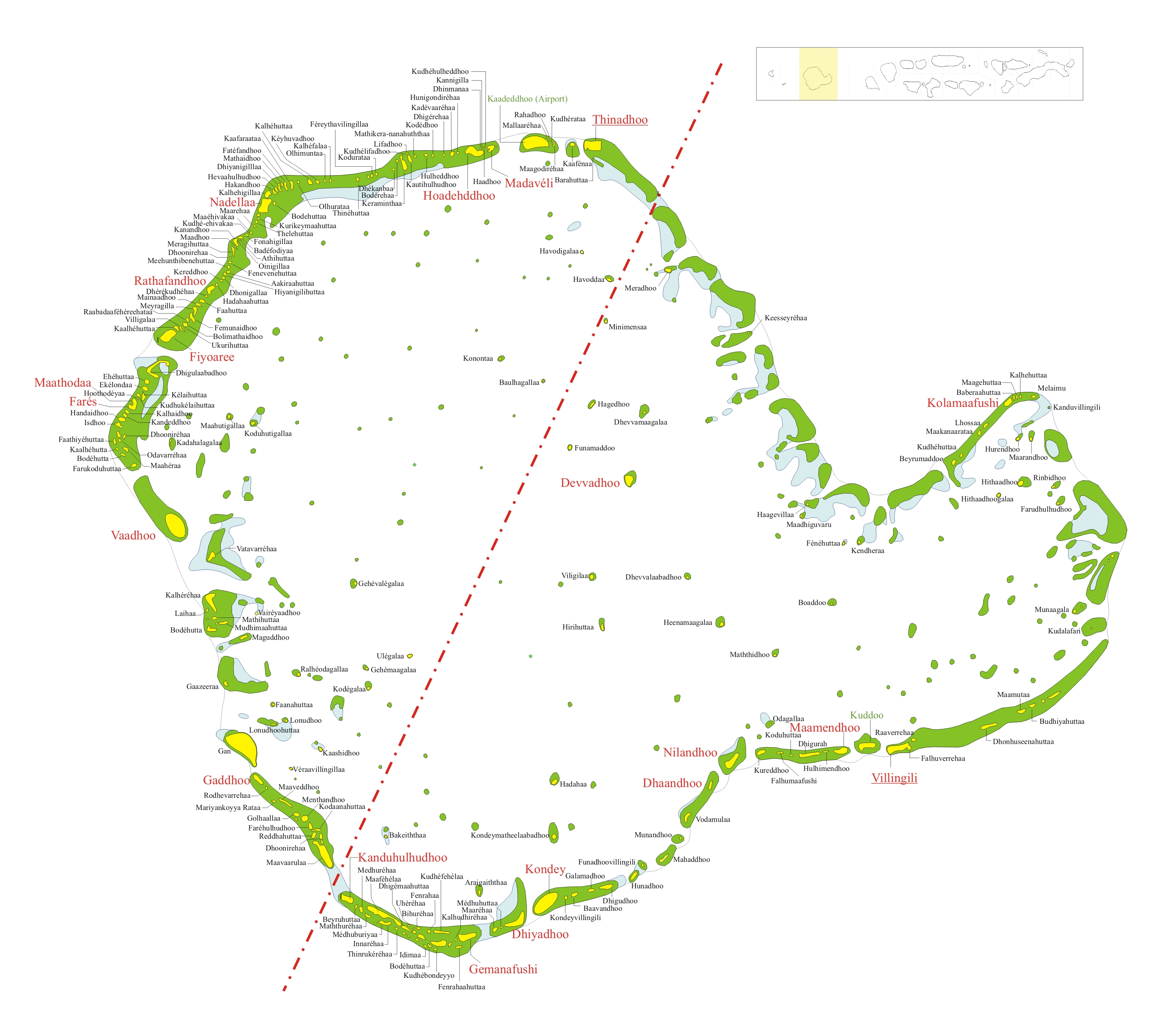
Huvadhu Atol

Huvadhu-atol (Huvadhoo) is een grote groep eilanden en een van de atollen van de Maldiven.

## Bestuurlijke indeling
Er zijn twee administratieve districten:
- Gaafu Alif-atol, het Noordelijke Huvadhu Atol: Coördinaten 0° 55' N en 0° 28' N, heeft een inwonertal van circa 12.116
- Gaafu Dhaalu-atol, het Zuidelijke Huvadhu Atol: Coördinaten 0° 28' N en 0° 10' N, heeft een inwonertal van 18.485